# NGC 4800
NGC 4800 (другие обозначения — UGC 8035, MCG 8-24-4, ZWG 245.5, ARAK 393, IRAS12523+4648, PGC 43931) — спиральная галактика (Sb) в созвездии Гончих Псов.
Галактика находится в 15,2 Мпк от Млечного Пути. В околоядерной области наблюдается два кольца, радиусами 30 и 130 пк. Кольцо с большим радиусом также более яркое и широкое, в некоторых частях покрыто пылью. На изображении в ближнем инфракрасном диапазоне виден слабый бар с угловым размером 35 секунд дуги, хотя по изображениям в оптическом диапазоне галактику классифицируют как галактику без бара. У галактики нет ни близких компаньонов, ни признаков, указывающих на недавнее слияние.
Этот объект входит в число перечисленных в оригинальной редакции «Нового общего каталога».